# 相對風險
在流行病統計學中，相對風險（relative risk）是指在暴露在某條件下，一個（產生疾病的）事件的發生風險。相對風險概念即是指一暴露群體與未暴露群體發生某事件的比值。
若將暴露群體寫成pE、未暴露群體寫成pN，則算式如下
{\displaystyle RR={\frac {p_{\text{E}}}{p_{\text{N}}}}}
舉例來說，在吸菸者中發生癌症的機率是20%，而在非吸菸者中發生癌症的機率是1%。我們將這樣的描述做成一個2x2的表格如下:
| 風險     | 得癌症 | 未得癌症 |
| -------- | ------ | -------- |
| 吸菸者   | a      | b        |
| 非吸菸者 | c      | d        |

如表格，a=20，b=80，c=1，d=99，所以依照公式:{\displaystyle RR={\frac {a/(a+b)}{c/(c+d)}}={\frac {20/100}{1/100}}=20.}
因此我們得知，抽菸者得癌症的相對風險是非抽菸者的20倍。換言之，抽菸者得癌症的機率是非抽菸者的20倍。